# Pihel (hrad)
Pihel je zaniklý hrad nad vsí Dolní Pihel u Nového Boru v okrese Česká Lípa v Libereckém kraji. Hrad stával na strmém Pihelském vrchu (315 metrů) a dochovaly se z něj pouze nepatrné terénní relikty budov a opevnění. Pozůstatky hradu jsou chráněné jako kulturní památka.

## Historie
První písemná zmínka o hradu pochází z roku 1396 a archeologické nálezy dokládají, že byl založen krátce předtím. Jeho zakladatelem tedy mohl být Hynek Zajíc z Hazmburka († 1363) nebo jeho syn Vilém Zajíc z Hazmburka. Podle Rudolfa Anděla a Augusta Sedláčka měl Vilém stejnojmenného syna, který se stal litoměřickým proboštem, ale jiní badatelé považují probošta a jeho případného otce za stejnou osobou. Na počátku patnáctého století na hradě sídlil Vilémův bratr Hynek Zajíc z Hazmburka připomínaný v letech 1402–1408, jehož potomci se nazývali Pihelskými z Hazmburka a vymřeli před koncem patnáctého století.
Před rokem 1421 Pihel získal Jan z Chlumu, majitel Svojkova. Během husitských válek hrad v době od června 1422 do srpna 1423 obsadila husitská posádka a po ní hradu zmocnil Hynek Hlaváč Berka z Dubé, který jej připojil k panství hradu Lipý. Nepotřebný Pihel potom nejspíš zanikl a popis lipského panství z roku 1455 jej už neuvádí. Pouze v letech 1457 a 1461 se Pihel ještě objevil v predikátu Hynka z Hazmburka. V té době hrad nejspíš už neexistoval.

## Stavební podoba

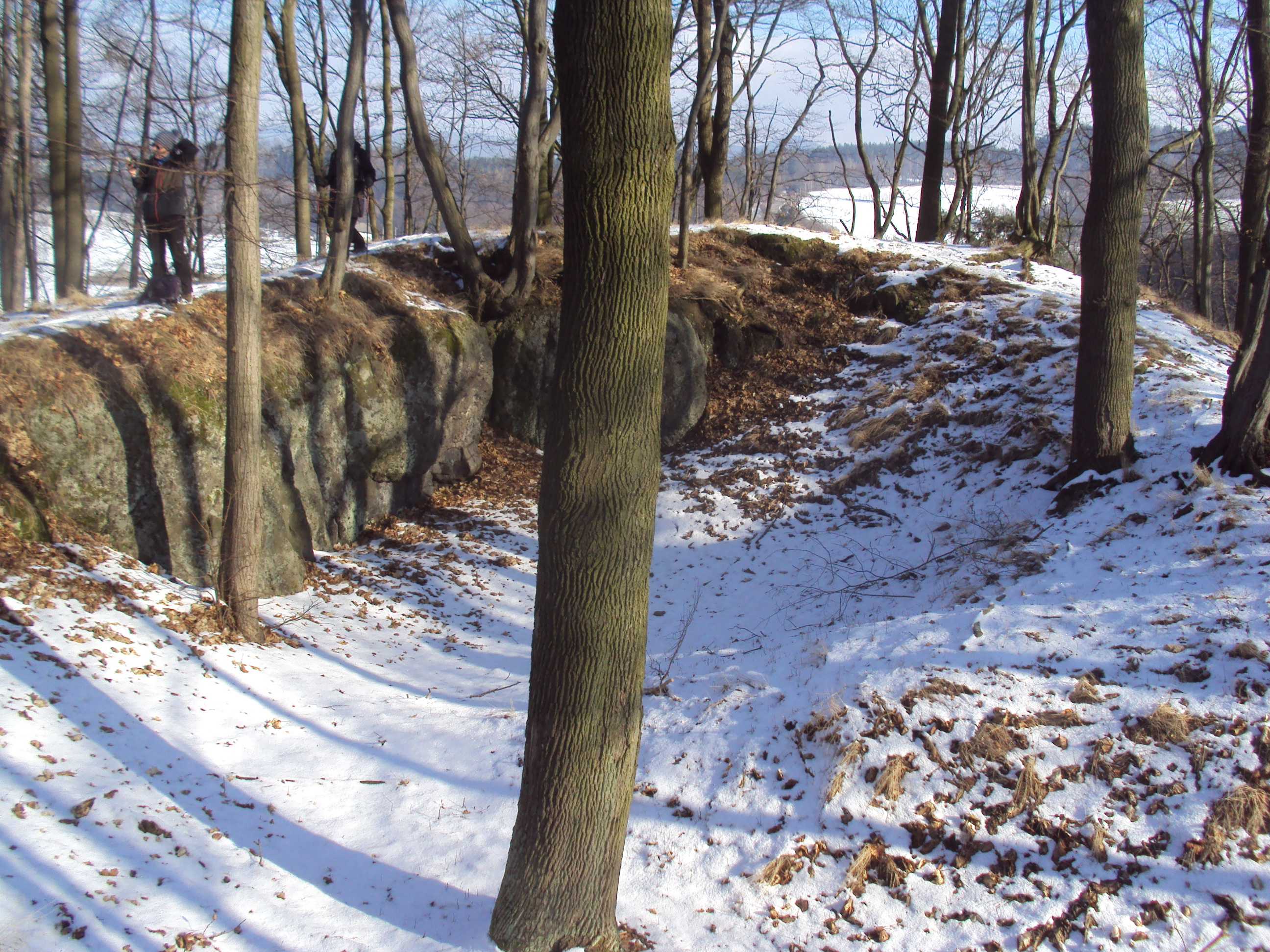
Na vrcholu zbyla po hradu jáma se záseky ve skále

Hrad byl postaven na čedičové kupě, které své okolí převyšuje asi o čtyřicet metrů. Přístupová cesta nejspíše stoupala jihozápadním úbočím ke stěně lomu, který narušil západní část kopce téměř až k vrcholu. Stavebním materiálem byl místní čedič, tuf a pískovec z blízkého okolí, přičemž pískovcové kameny nesou stopy hrubého opracování. Pihel typologicky patřil nejspíše mezi malé hrady donjonového typu.
Na základě terénní konfigurace se předpokládá, že hrad byl dvoudílný, ale jeho přesný rozsah nelze vymezit. Mělký příkop na jihovýchodě může být pokračováním přístupové cesty nebo projevem vnitřního rozdělení hradu. Na severní straně příkop uzavírají zbytky zdiva, jehož šířka byla podle archeologického výzkumu z roku 1973 téměř 200 centimetrů. Hlavní obytná budova stála na vrcholu kupy, kde se dochovala prohlubeň s fragmenty zdiva. Podsklepená budova měla rozměry 10 × 16 metrů a měla střechu z prejzové krytiny.

## Přístup
K pozůstatkům hradu nevede žádná žádná turisticky značená cesta. Vsí pod hradem prochází modře značená trasa z České Lípy do Sloupu v Čechách a po silnici na severozápadním úpatí vede cyklotrasa č. 3062 v úseku ze Skalice u České Lípy do Sloupu a Svojkova.